# Merrion Square

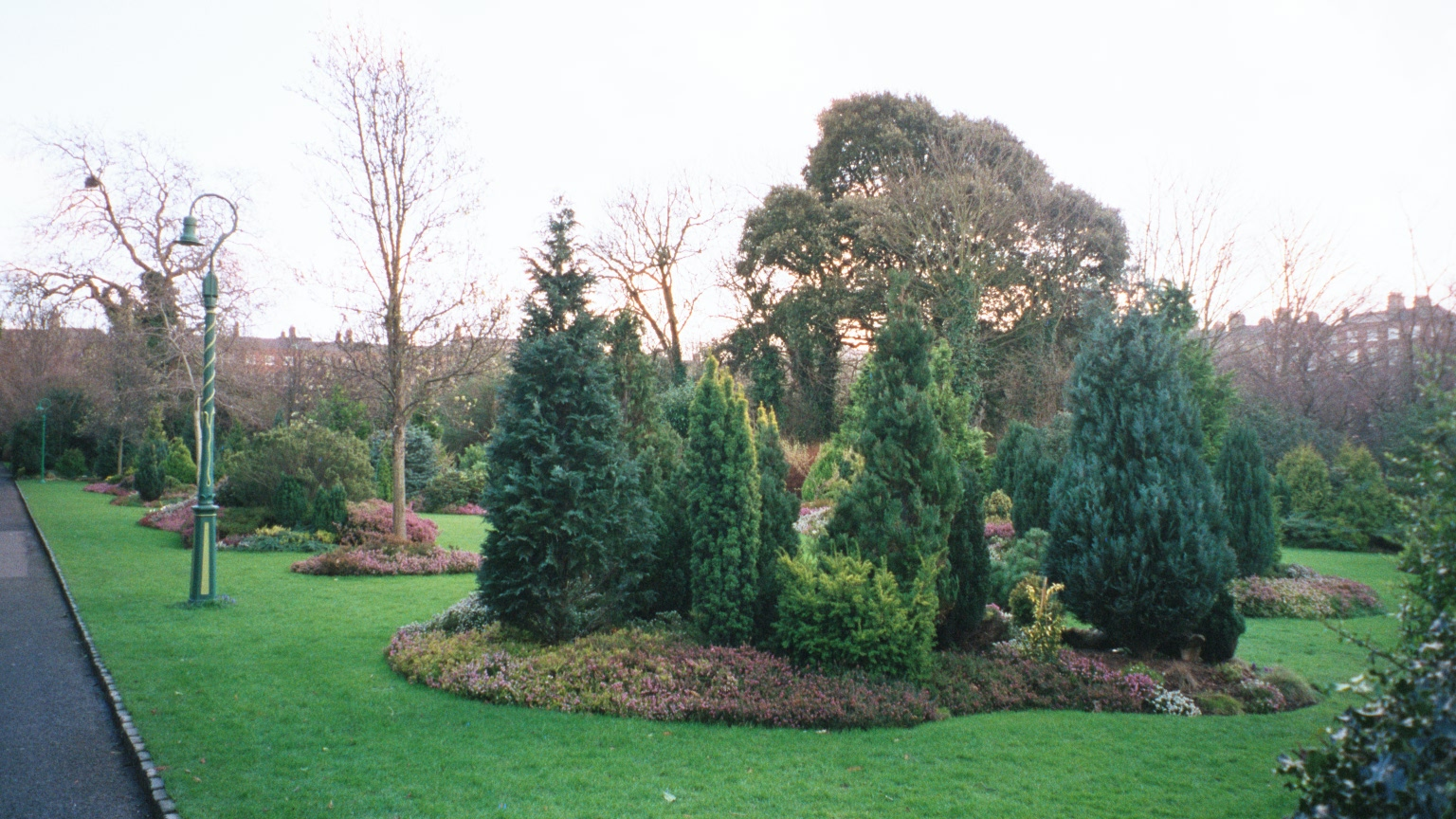
Bepflanzung im Merrion Square-Park

Merrion Square (irisch Cearnóg Mhuirfean) ist ein rechteckiger, vom gleichnamigen Straßenzug begrenzter Platz in der Innenstadt der irischen Hauptstadt Dublin, dessen Inneres ein grüner und baumbestandener Park bildet. Der im georgianischen Stil gestaltete Merrion Square befindet sich etwa 300 Meter nordnordöstlich vom St. Stephen’s Green.
Der Platz und die ihn umgebende Bebauung wurden ab 1762 geplant und waren Anfang des 19. Jahrhunderts weitgehend fertiggestellt.

## Archbishop Ryan Park

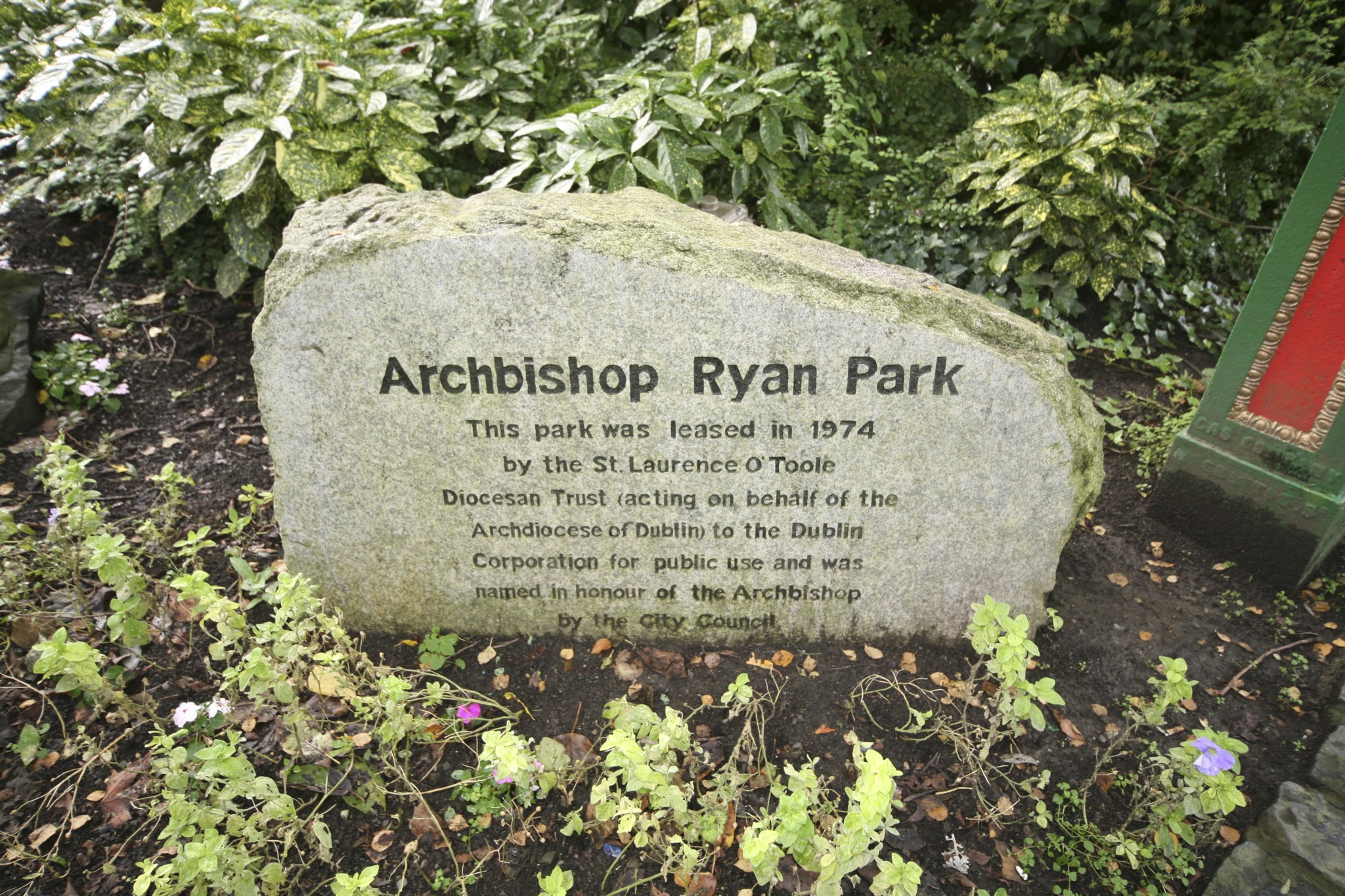
Gedenkstein „Archbishop Ryan Park“

Die Parkfläche wurde 1930 von der Erzdiözese gepachtet, um den Bau einer Kathedrale zu ermöglichen. Diese Pläne wurden jedoch nicht verwirklicht.
1974 wurde der Platz dann vom Erzbischof von Dublin, Dermot Ryan (Archbishop Ryan), der Stadt geschenkt. Seitdem heißt der Merrion Square Park offiziell Archbishop Ryan Park.
Bekannt ist der Park unter anderem für seine Sammlung historischer Straßenlampen und mehrere Skulpturen, insbesondere für die auffällige Oscar-Wilde-Statue, die an den irischen Dichter erinnert, der von 1855 bis 1876 im Haus Merrion Square No. 1 gewohnt hat.
Weniger bekannt ist, dass sich in der südöstlichen Ecke des Parks einer der während des Zweiten Weltkriegs in Dublin gebauten Luftschutzbunker befindet. Die dort befindliche Informationstafel gibt an, dass 1100 Personen in diesem Bunker zum Schutz vor Luftangriffen übernachten konnten.
Seit 2010 gehört der Park, wie auch der St. Anne’s Park in Dublin, zum European Garden Heritage Network – EGHN.

## Persönlichkeiten
Der Dichter William Butler Yeats wohnte in No. 82 Merrion Square, Daniel O’Connell („The Liberator“) in No. 58 (heute the Keough-Naughton Notre Dame Centre), Joseph Sheridan Le Fanu in No. 70 und Æ (George William Russell) in No. 80.

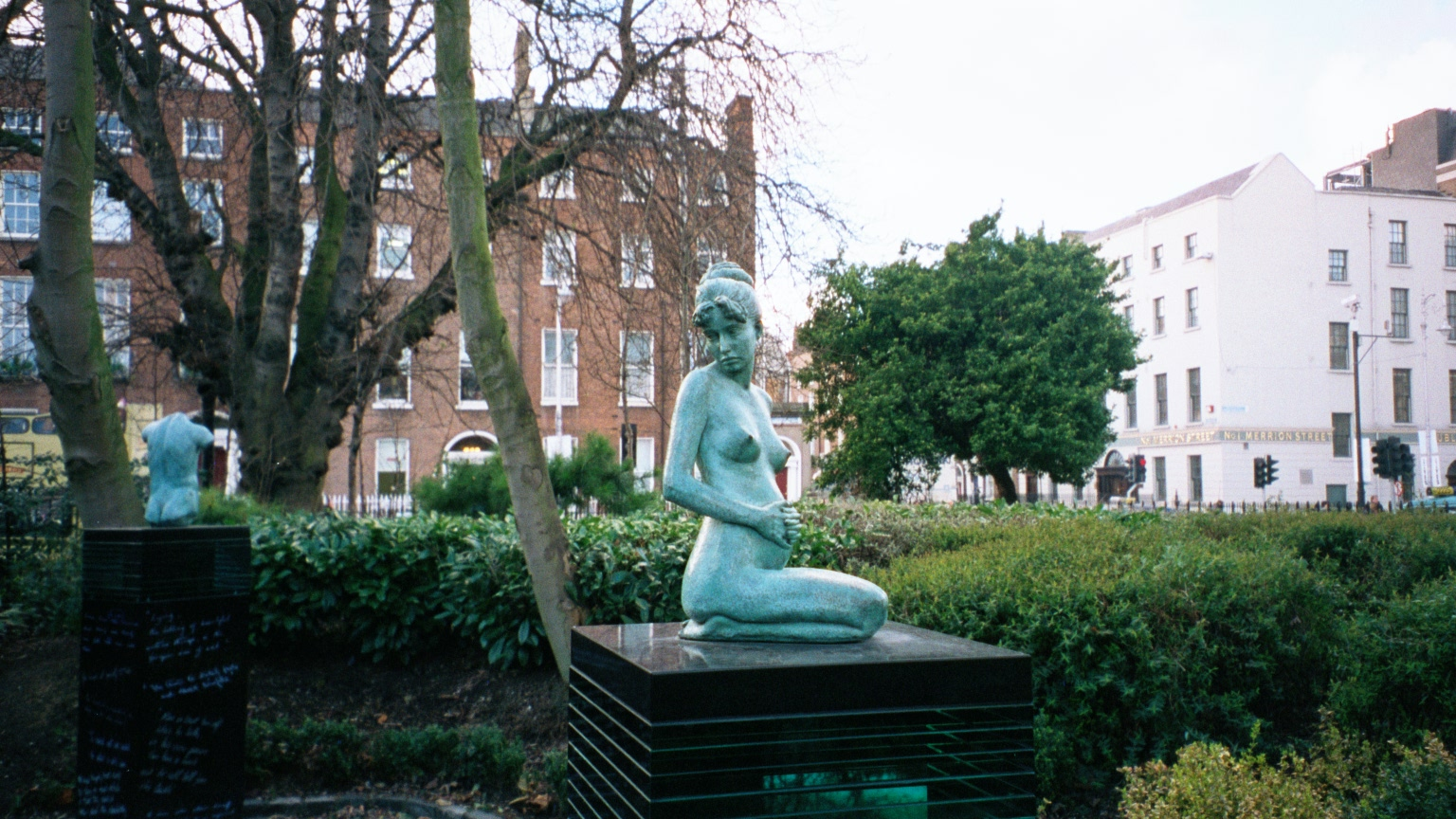
Bronzestatue einer schwangeren Frau
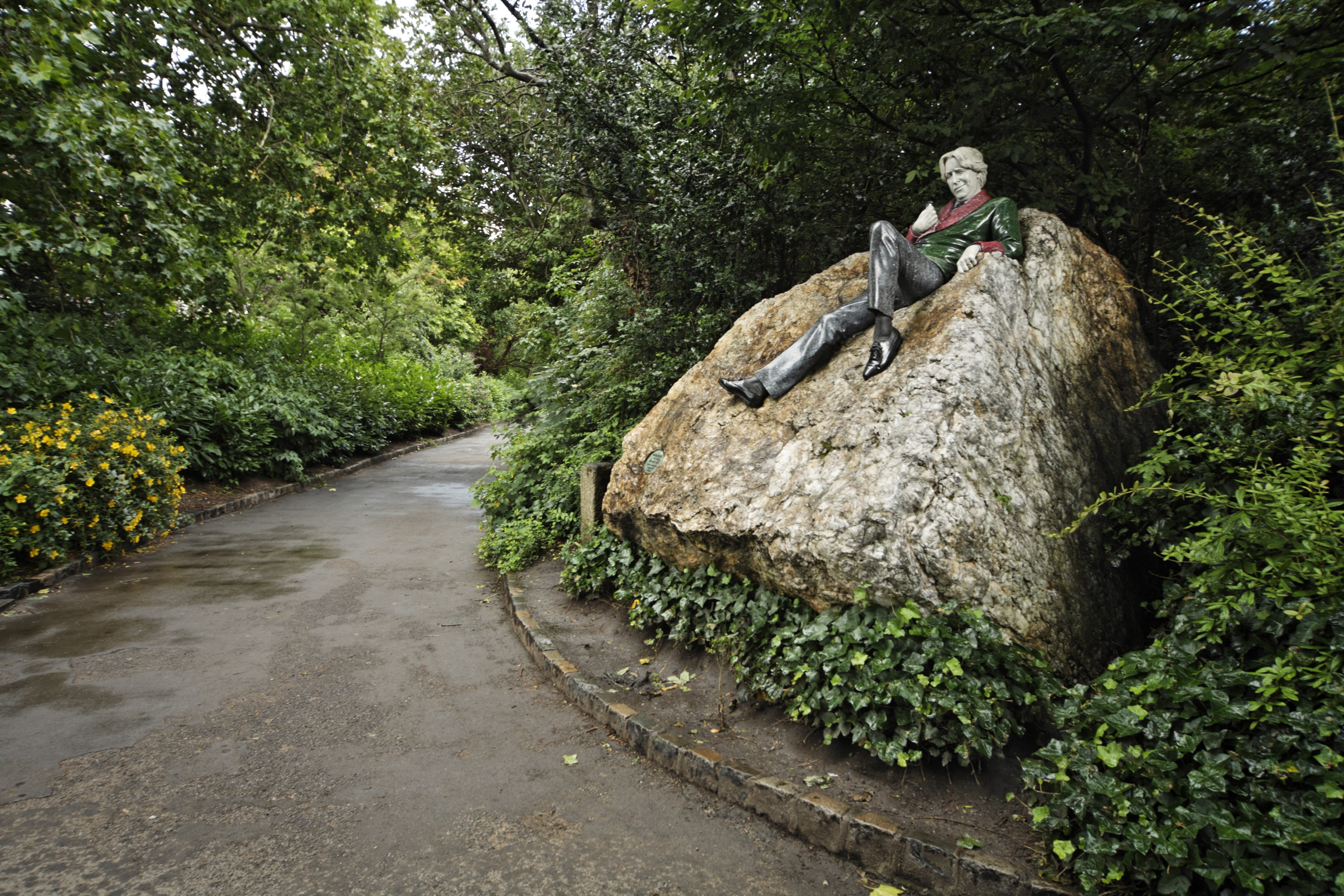
Oscar Wilde auf einem Granitfelsen
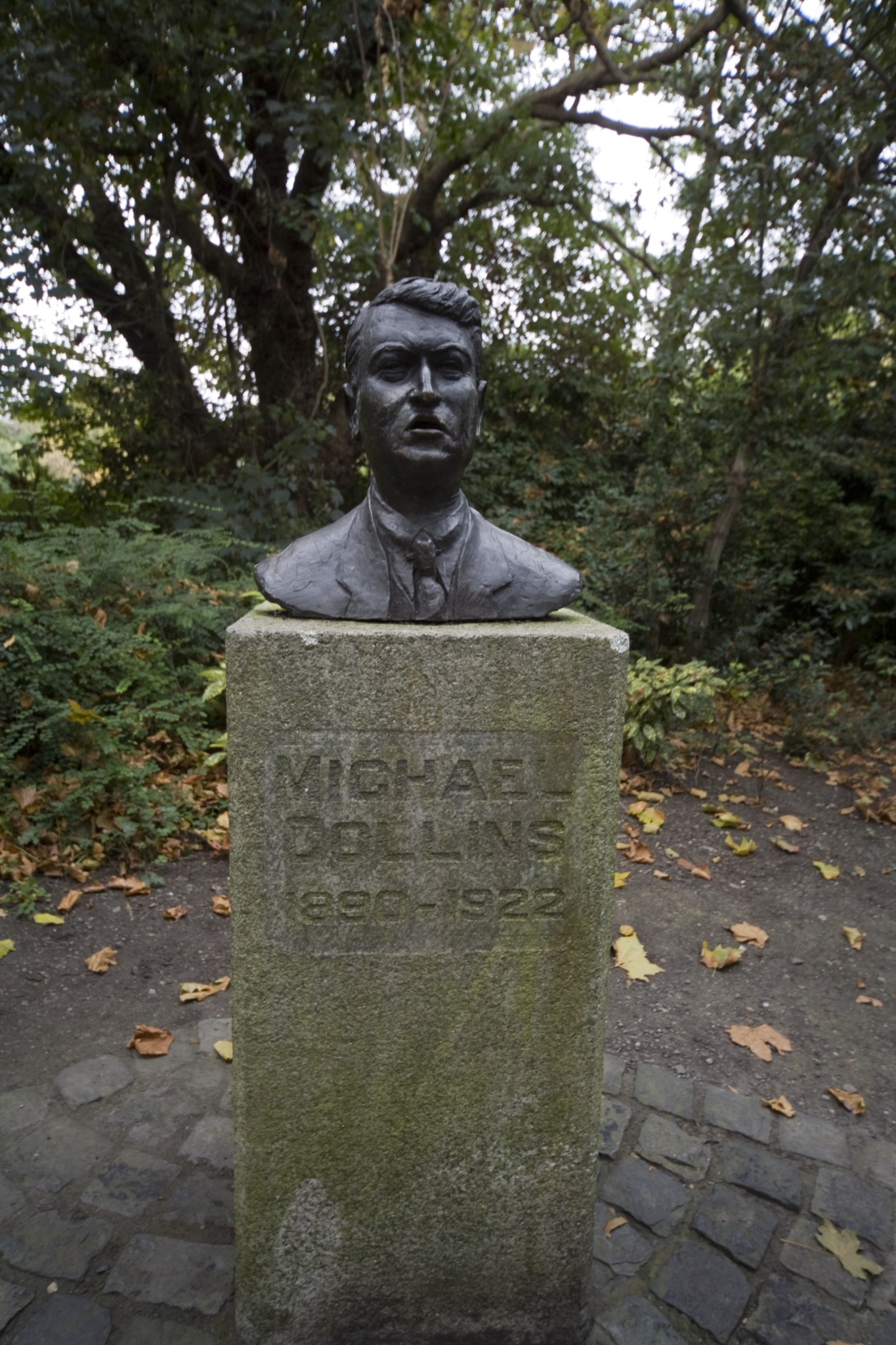
Gedenkbüste für Michael Collins
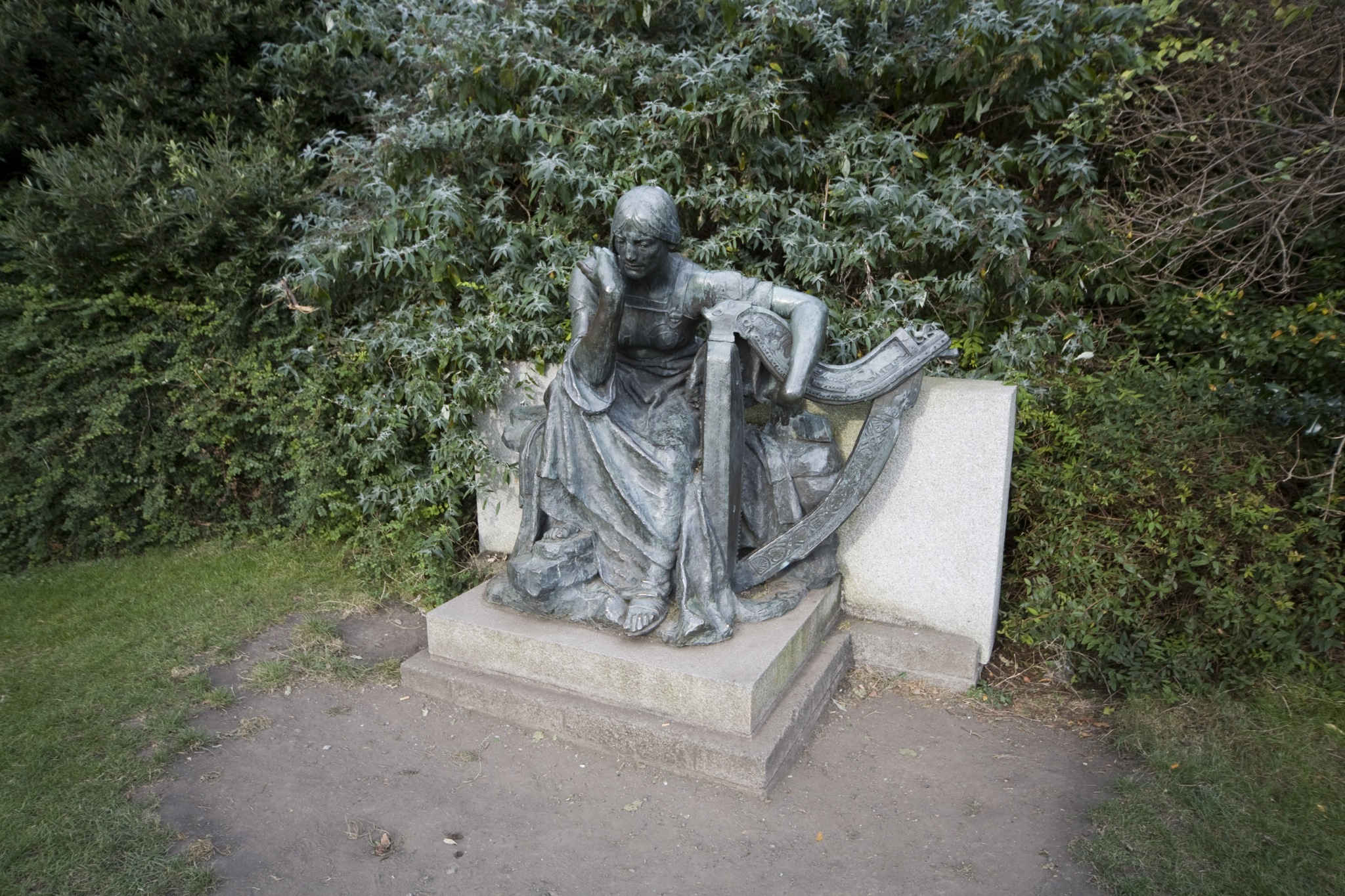
Frau mit Harfe